# ذو الفقار الشيرواني
ذو الفقار الشيرواني (ت. 679 هـ) هو من علماء وادباء إيران أيام الدولة الخوارزمشاهية.
هو السيد قوام الدين حسين ابن صدر الدين علي الشيرواني، المشتهر في شعره بقوام أو بذي الفقار.

## آثاره
له ديوان شعر فارسي، وقصيدة سماها «مفاتيح الكلام في مدايح الكرام»، تتضمن مدائح في الوزير شروانشاه محمد الماستري والأتابك الأعظم يوسف شاه لر حاكم خوزستان. توفي في تبريز ودفن في مقبرة الشعراء.